# Charles Abel
Charles Nicolas Abel (2 de diciembre de 1824 en Diedenhofen - 2 de mayo de 1895 en Guentrange) fue un abogado franco-alemán y miembro del Reichstag alemán.

## Biografía
Abel asistió al Liceo de Metz y a la École de droit de París. Además, estudió ciencias e historia y fue abogado en el Colegio Paris Barreau. Luego se instaló en Metz. Desde 1870 fue concejal municipal y desde 1873 miembro del Consejo de Distrito de Lorena (Conseil Général de la Lorraine) del cantón de Metz, más tarde también del Comité Estatal. También fue presidente de la Academia de Metz, fundador y presidente de la Société Histoire de la Moselle, del Institute histoire du Luxemburgo, de la Société des Antiques de France y colaborador de varias revistas.
De 1874 a 1878 representó al distrito electoral 13 de Alsacia-Lorena (Diedenhofen) en el Reichstag alemán para el Partido de Protesta de Alsacia-Lorena.

## Honores
La calle Charles Abel en Metz lleva su nombre.

## Literatura
- Adolphe Bitard: Diccionario de biografía contemporánea. 3.ª edición, París [1887]
- René Paquet: Diccionario biográfico del antiguo departamento de Mosela. Picard [et al.], París [et al.] 1887.
- Gustave Vapereau: Diccionario universal de los contemporáneos. 6. Edición, Hachette, París [entre otros] 1893.
- Nicolas Box: biografía de Monsieur Charles Abel. En: Mémoires de l'Académie de Metz, 1895-1896, pág. 67-119.
- Charles L. Leclerc: biografía de los Grandes Lorenas. SMEI, Metz 1975.
- Hermann Hiery: “Elecciones al Reichstag en Reichsland”, 1985, ISBN 3-7700-5132-7, página 449.

## Enlaces web
- Charles Abel in der Datenbank der Reichstagsabgeordneten
- Biografie von Charles Abel. In: Heinrich Best: Datenbank der Abgeordneten der Reichstage des Kaiserreichs 1867/71 bis 1918 (Biorab – Kaiserreich) (der genaue Datensatz muss mit der Suchfunktion ermittelt werden)